# Derbi
Derbi — испанская компания, производитель мотоциклов, скутеров, мопедов и рекреационных вездеходов. Одна из семи марок, входящих в состав Piaggio.

## История

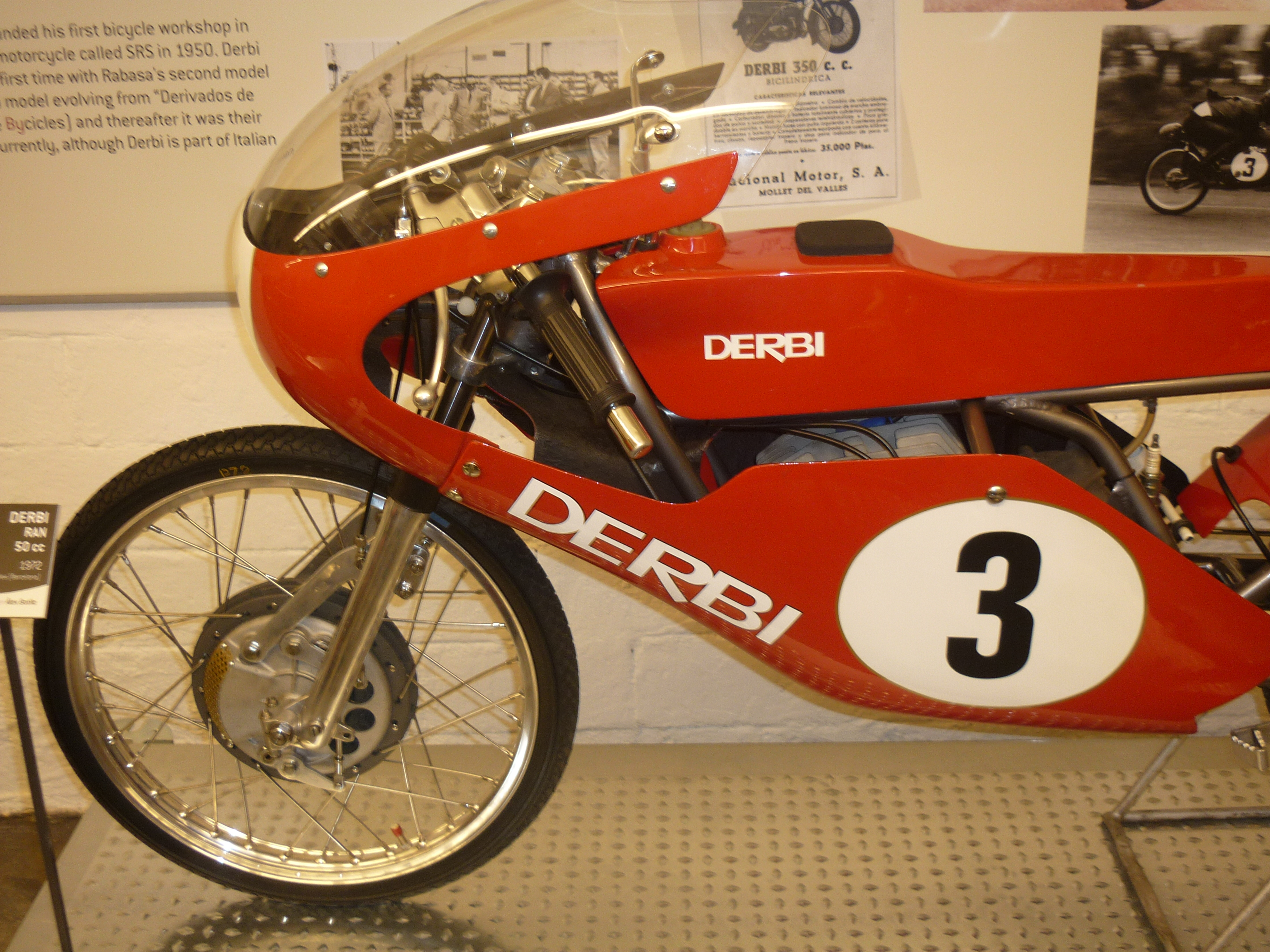
1972 Derbi 50 cc

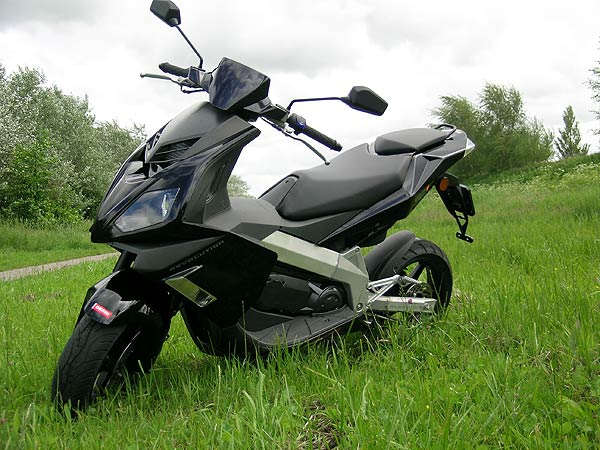
Скутер 2005 года Derbi GP1

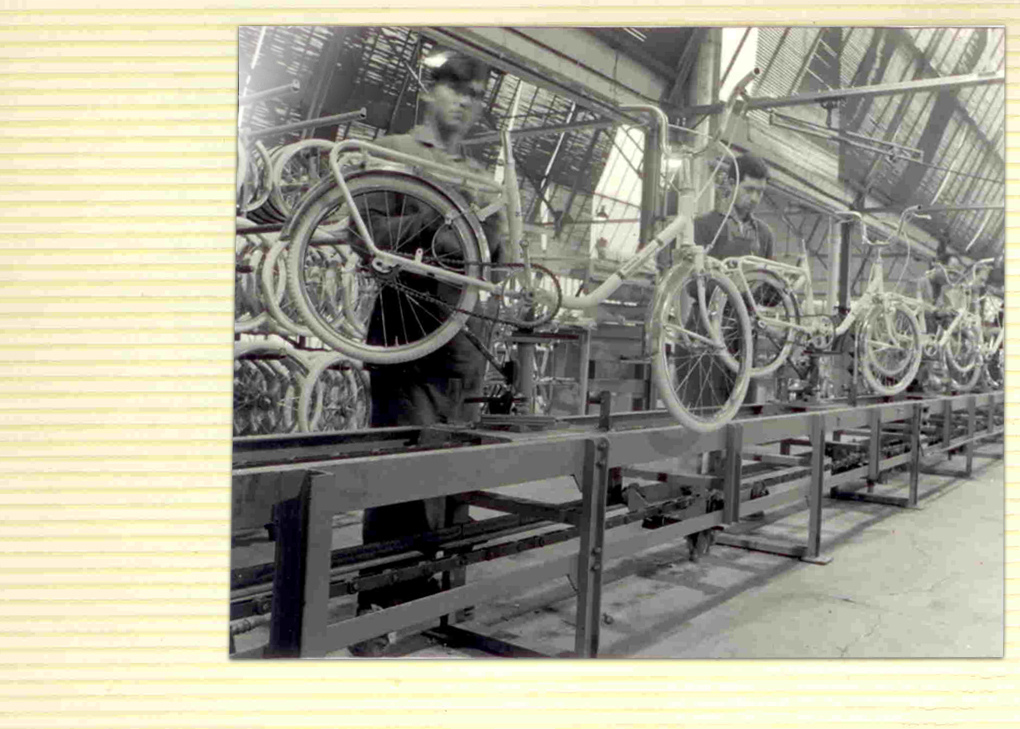
Начиналось с выпуска велосипедов

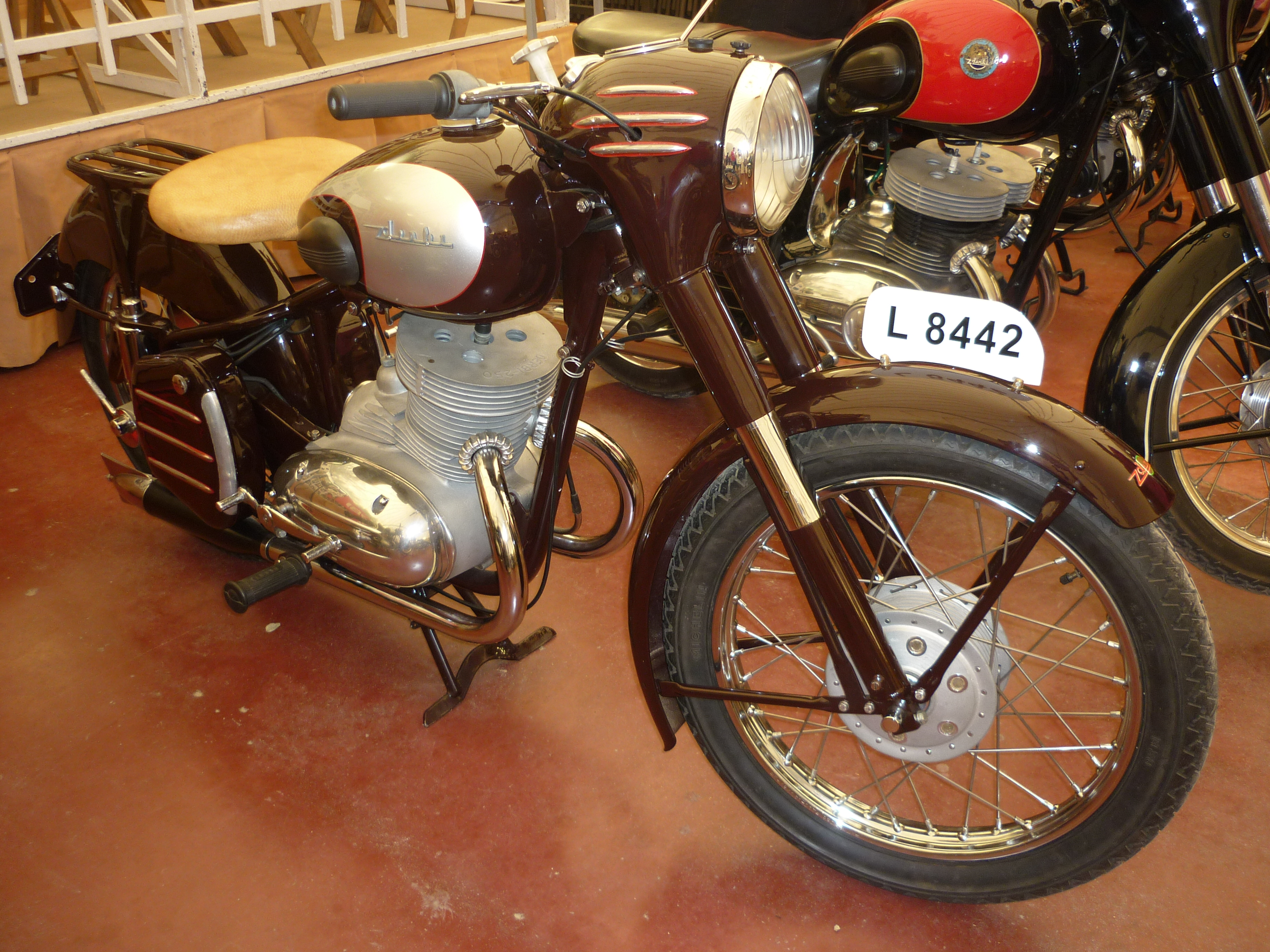
Derbi 250, 1950

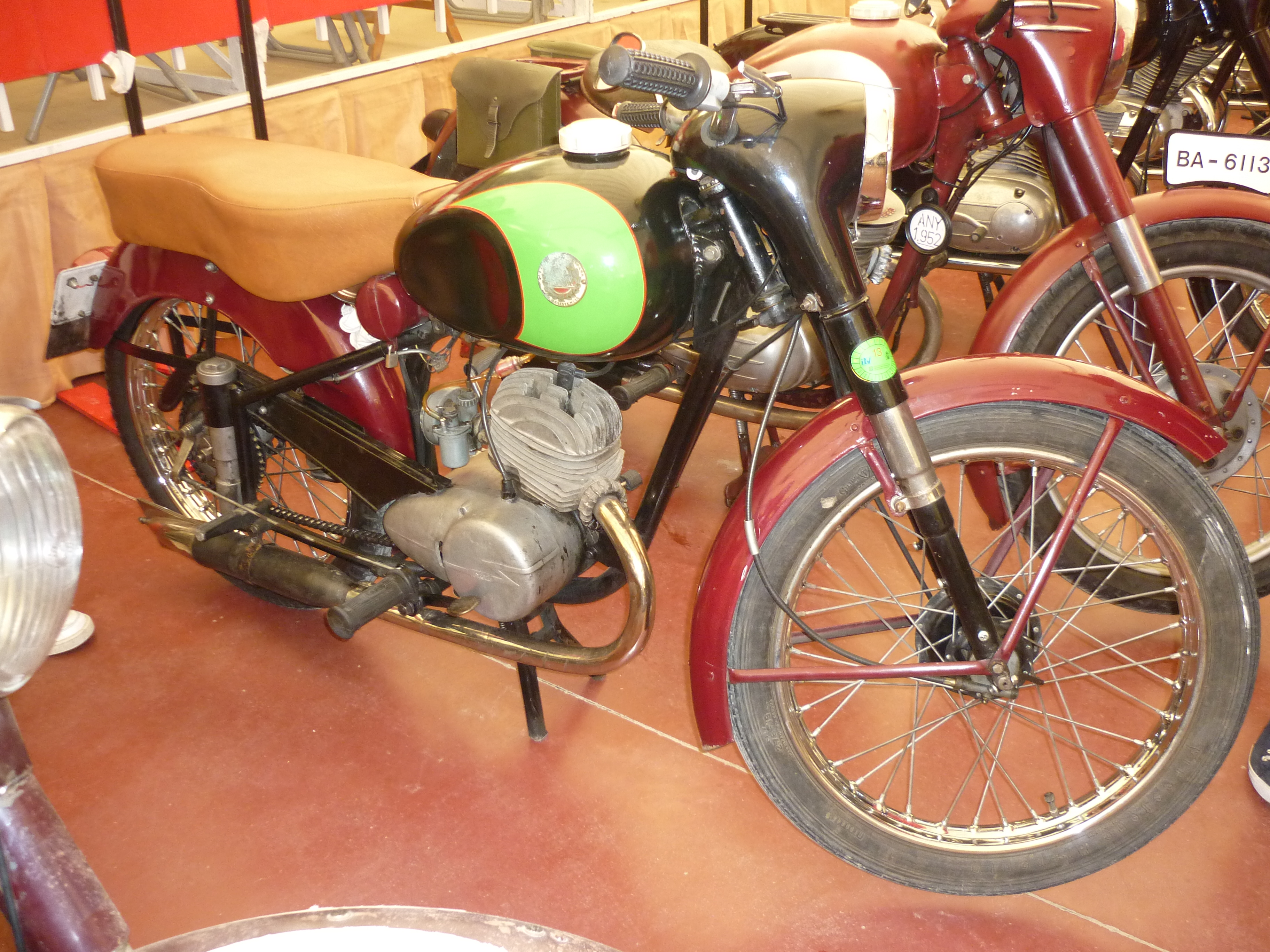
Derbi 95 cc. 1953

История компании Derbi началась с создания маленькой велосипедной мастерской в городке Мольет-дель-Вальес недалеко от Барселоны, основанной в 1922 году Симеоном Рабаса и Сингла. До мая 1944 года основной деятельностью предприятия были ремонт и прокат велосипедов, когда Сингла зарегистрировал общество с ограниченной ответственностью под названием Bicicletas Rabasa с целью производства велосипедов. Предприятие оказалось очень успешным и в 1946 году началась работа над моторизованной версией SRS (первые буквы имени основателя компании Simeón Rabasa i Singla). Модель оказалась настолько успешной, что побудила к изменению направления деятельности компании, и 7 ноября 1950 года компания сменила свое название на Nacional Motor SA. Незадолго до этого, в Барселоне на торговой выставке компания представила свой первый реальный мотоцикл, Derbi 250.
Derbi успешно выступала в чемпионате мира по шоссейно-кольцевым гонкам, выиграв чемпионаты в классе 50 см³ в 1969, 1970 и 1972 годах. Когда класс 50cc был увеличен до 80cc, Derbi доминировала четыре сезона подряд с 1986 по 1989 годы, пока класс не был исключен из программы Гран-при. Фирма также имела успех в классе 125cc, выиграв чемпионат мира в 1971, 1972, 1988, 2008 и 2010 годах.

## Современность
В отличие от многих испанских производителей мотоциклов, Derbi успешно выдержали вступление Испании в Европейское сообщество. Симеон Рабас и Сингла умер в 1988 году, но компания оставалась независимой до 2001 года, когда она была выкуплена группой Piaggio.